# Podoscirtodes viduus
Podoscirtodes viduus är en insektsart som först beskrevs av Henri Saussure 1874.  Podoscirtodes viduus ingår i släktet Podoscirtodes och familjen syrsor. Inga underarter finns listade i Catalogue of Life.